# Флон, Катрин
Катрин Флон (фр. Catherine Flon; ум. после 1803) — гаитянская швея и патриотка, приобретшая славу национальной героини, одного из символов Гаитянской революции и независимости. Известность ей принесло то, что в 1803 году она сшила первый гаитянский флаг.

## Биография
Катрин Флон родилась в Арше в Сан-Доминго, дата её рождения неизвестна. Её родители торговали тканями из Франции. Сама она стала швеёй и содержала собственную мастерскую, в том числе имея нескольких учеников. Флон была крёстной дочерью Жан-Жака Дессалина.
Согласно традиционной гаитянской революционной историографии Флон создала первый флаг страны 18 мая 1803 года, в последний день конгресса в Аркае. Вождь революции Жан-Жак Дессалин, крёстный отец Флон, разрезал саблей французский триколор, тем самым демонстрируя своё желание разрыва с Францией. Он отдал кусочки флага Флон, которая сшила их обратно, но без центральной белой полосы. В гаитянской традиции цвета нового флага приобрели расовое значение: синие и красные полосы представляли собой союз между чернокожими и мулатами, гражданами Гаити.
Историки отмечают некоторые противоречия в этой легендарной истории о создании флага. Например, согласно первичным источникам повстанцы использовали сине-красные флаги ещё до конгресса в Аркае. Кроме того, для первых гаитян, использовавших двухцветный флаг, он символизировал дальнейшее развитие французских революционных ценностей, а не отказ от них — первые революционеры боролись за сохранение закона об отмене рабства 1794 года, а не за обретение независимости.

## Память
Катрин Флон входит в число трёх самых известных героинь гаитянской независимости, наряду с Сесиль Фатиман и Деде Базиль. Аркае ныне известен как «город флага», а 18 мая, день, в который она по преданию сшила первый флаг Гаити, стал национальным праздником. Именем Флон называют общественные мероприятия и женские движения. На фестивалях и национальных праздниках девушки одеваются как Флон и другие женщины-революционерки, привлекая внимание к роли женщин в революции и в гаитянской истории в целом.
Её изображение появилось на банкноте номиналом в 10 гаитянских гурдов, выпущенной в 1988 году.